# Colobostema dicentrum
Colobostema dicentrum är en tvåvingeart som beskrevs av Cook 1978. Colobostema dicentrum ingår i släktet Colobostema och familjen dyngmyggor.
Artens utbredningsområde är Nepal. Inga underarter finns listade i Catalogue of Life.